# 阿巴代赫塔什克
阿巴代赫塔什克是伊朗的城市，位於該國南部札格羅斯山脈東南部，由法爾斯省負責管轄，距離首府設拉子115公里，海拔高度1,595米，2006年人口6,213。